# Kophobelemnon molanderi
Kophobelemnon molanderi är en korallart som beskrevs av Fedor Aleksandrovich Pasternak 1975. Kophobelemnon molanderi ingår i släktet Kophobelemnon och familjen Kophobelemnidae.
Artens utbredningsområde är Södra Ishavet. Inga underarter finns listade i Catalogue of Life.